# 베를린 첼렌도르프역
베를린 첼렌도르프역(Bahnhof Berlin-Zehlendorf)은 베를린 슈테글리츠첼렌도르프구 첼렌도르프에 있는 반제선의 철도역이다.

## 역사

### 증기 기관차 시대
첼렌도르프역은 현재의 베를린 시역 내에 있는 철도역 중 가장 오래된 역이다. 1838년 9월 22일에 베를린-마그데부르크선의 첼렌도르프-포츠담 구간이 개통하면서 영업을 시작했다. 1838년 10월부터는 첼렌도르프에서 베를린 시내로 연장되어 베를린 포츠담역까지 운행했다. 이 시기에는 상대식 승강장 2면으로 구성되었고, 노선이 단선이었기 때문에 첼렌도르프역은 교행역으로 지정되었다. 1839년 11월 9일까지는 증기 기관차 외에도 말이 견인하는 열차가 운행했다.
1866년에는 트러스 구조의 2층 구조 역사가 건설되었다. 1874년 7월 1일부터는 역 서쪽에서 반제선이 분기했다. 새 노선은 첼렌도르프 베스트역(현재의 멕시코플라츠역), 슐라흐텐제역, 니콜라스제역, 반제역을 경유하여 그리브니츠제역까지 운행했다. 1889년에는 현재의 텔토어 담 도로변으로 철도 높이가 내려가면서 평면 교차가 불가피해졌다. 1891년에는 베를린 포츠담역부터 반제역까지 반제선을 위한 별도의 복선 궤도가 설치되었고, 이 역의 이름도 첼렌도르프 미테(Zehlendorf Mitte)역으로 개칭되었다. 같은 해에는 반제선 승강장, Zfm 신호소, 화물역이 추가로 건설되었고 이를 통해서 근교선과 장거리선의 영업이 분리되었다. 선로 북쪽에는 벽돌제로 새 대합실이 건설되었다. 새 승강장은 텔토어 담을 지나가는 철교 위에 설치되었다.

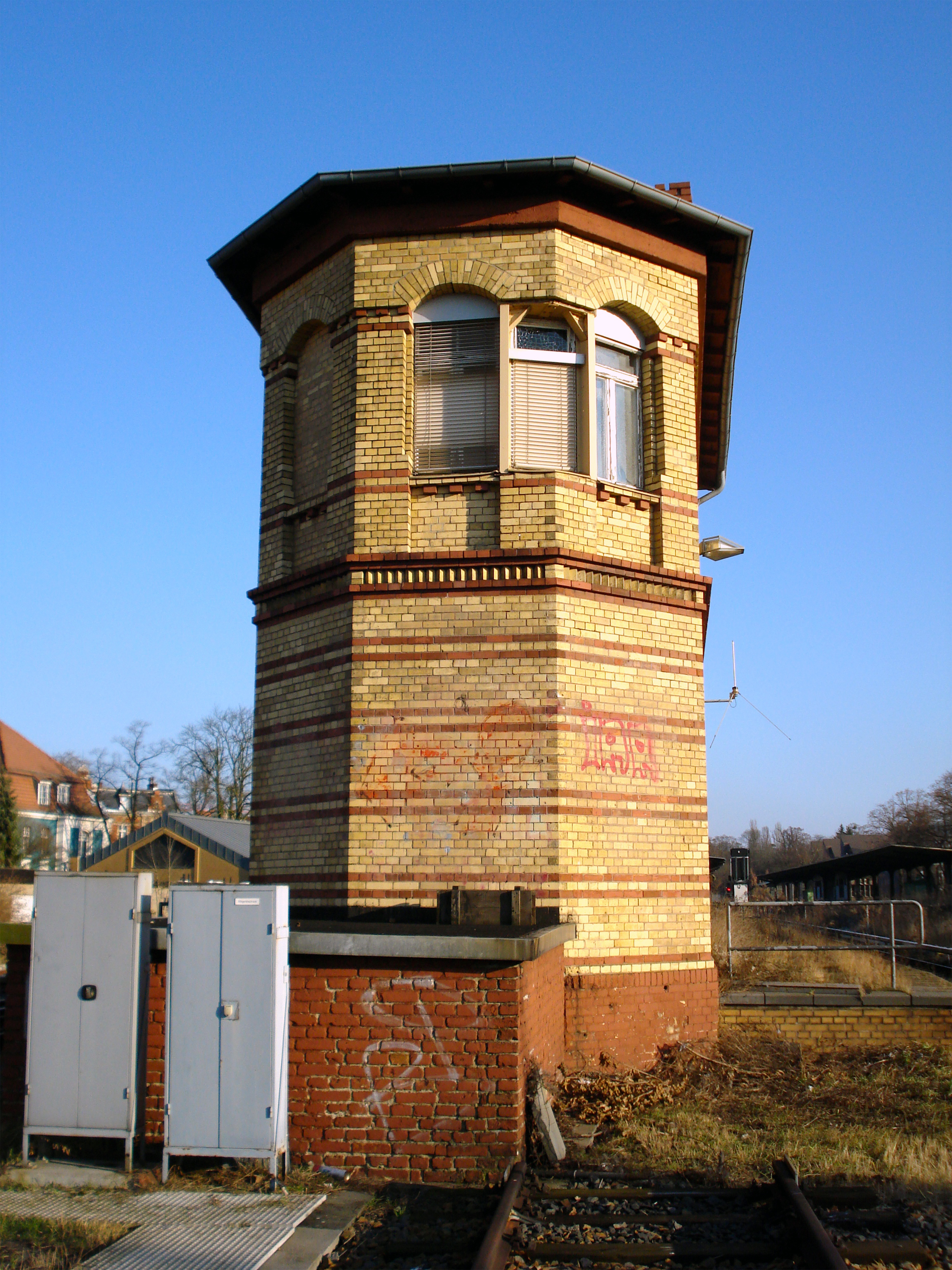
반제선 승강장 서쪽에 있는 Zfm 신호소

첼렌도르프 화물역은 Zwt 신호소, 창고, 승하차장, 서쪽의 기관차고로 구성되었다. 첼렌도르프 화물역으로 진입하는 열차는 반제선을 평면 교차해서 진입해야 했다.
1900년 7월 1일부터 1902년 6월 1일까지 반제선의 베를린 포츠담역-첼렌도르프역 구간이 직류 750 V로 시험적으로 전철화되었다. 당시에는 전기 철도가 증기 기관 철도보다 느렸고 전동차 수도 적었기 때문에 전철화로 인한 이득이 확실하지 않았다. 1903년에는 첼렌도르프와 베를린 포츠담역을 무정차 운행하는 은행원 열차(Bankierzug)가 운행하기 시작했다. 반제역에서 온 열차는 첼렌도르프역에 진입하기 전에 구 반제선의 근교선에서 마그데부르크선으로 전환했다.
1907년 12월 16일부터 마그데부르크선에 베를린 방면 은행원 열차용 추가 상대식 승강장이 영업을 시작했다. 1909년 10월 1일부터는 외곽 방면으로 별도의 상대식 승강장이 설치되었다. 1911년에는 역 서쪽으로 마그데부르크선 위를 가로지르는 철교가 설치되어 은행원 열차가 마그데부르크선으로 입체 교차할 수 있었다. 철교에는 복선 노반이 확보되어 있었으나 단선 궤도만 설치되었다.
1913년/1914년에는 마그데부르크선에 두 번째 섬식 승강장이 설치되었으며, 이 승강장에는 포츠담역 방면 근교선 열차 외에도 은행원 열차가 정차했다. 해당 승강장은 1980년 9월부터 사용이 중지되었다.

### 전간기
독일국영철도에서는 반제선에서의 증기 기관차 운행을 비경제적으로 판단하여 1933년 봄에 반제선과 마그데부르크선의 전철화가 진행되었다. 1933년 5월 15일부터는 반제선에 전동차가 운행했고, 은행원 열차도 전동차 운행으로 변경되었다. 당시 S반에 사용되었던 전동차가 부족했기 때문에 반제선용으로 DR ET 165 전동차 51편성을 도입했다.
1934년부터는 반제선 운행을 위해서 시속 120 km로 증속된 DR ET 125 전동차가 도입되었고, 1938년에는 시속 140 km로 증속되었다.
1938년 10월 1일에 현재의 이름인 베를린 첼렌도르프역으로 개칭되었다.
1938년 10월 8일 베를린 남북 S반선 개통으로 인하여 첼렌도르프발 열차가 오라니엔부르크까지 직통으로 운행할 수 있게 되었다. 그 때까지의 종착역이었던 베를린 포츠담역은 은행원 열차의 종착역으로 사용되었다.
제2차 세계대전 중에는 독일 국방군의 군사역으로도 사용되었다. 독일 아프리카 군단 등을 위한 화물 열차가 남쪽으로 출발했다. 1943년에는 연합군에 의한 베를린 폭격으로 텔토어 담에 있었던 과거 대합실 건물이 파괴되었고, 전쟁 중 임시 대합실이 설치되었다. 1945년 5월에는 S반 운행이 완전히 중단되었다.

### 냉전기
제2차 세계대전 종전 이후 마그데부르크선의 장거리 열차 영업이 중단되었고, 복선 철도의 한 쪽은 소련에 전쟁배상으로 징발되었다. 반제선 운행은 1945년 6월 6일부터 단계적으로 재개되었다. 첼렌도르프-쇠네베르크 구간 운행이 복구되었고 이후 그로스괴르셴슈트라세역까지 연장되었다. 7월 21일부터는 운행이 정상화되었다. 마그데부르크선의 제3궤조와 절연자는 전쟁으로 파괴된 다른 S반 구간에 사용할 목적으로 철거되었다. 1945년 12월부터는 DR 03 증기 기관차 견인 열차가 마그데부르크선에서 뒤펠까지 운행했다. 뒤펠역에서 기관차 회차가 불가능했기 때문에 반대 방향 운행은 수신호에 의존했다.
1947년 6월 27일부터 첼렌도르프-프리드리히슈트라세 구간 운행이 재개되었다. 1948년 여름에는 증기 기관차 운행이 중단되고 전동차가 20분 간격으로 운행했다.
1955년에는 텔토어 담으로 2층 버스가 운행할 수 있도록 궤도 높이가 조정되었다.
1961년 8월에 베를린 장벽이 건설되면서 오라니엔부르크까지의 직통 운행이 차단되어 서베를린 소속 열차는 프로나우까지만 운행했다. 마그데부르크선의 셔틀 열차 운행은 직접 영향을 받지 않아서 지속되었고, 첼렌도르프역 역시 크게 변하지 않았다.
1980년 9월 서베를린 S반 파업으로 인하여 역의 영업이 중단되었고, 이때 뒤펠 방면 열차 운행 및 반제선 열차 운행이 중단되었다. 열차가 운행하지 않았던 시기에는 승강장 진입 통로는 차단되었지만 승강장 진입 통로에 있었던 과일 가계는 영업을 지속했다. 1982년 여름에는 동독 독일국영철도에서 마그데부르크선 철교를 철거하고 궤도는 반제역에 임시로 보관되었다. S반선은 영업을 지속했으며 베를린 안할트역 방면 회송 열차는 계속 운행했다.
베를린교통공사에서 서베를린 S반 영업권을 양도받으면서 반제선 열차 운행이 재개되었다. 운행 재개 당시 역 상태가 악화되어 있었다. 임시 대합실 건물은 붕괴 위험으로 인하여 1984년에 철거되었다. 반제선 승강장에는 전체적으로 지붕이 설치되었고, 지붕 지지대와 역무 건물이 재건축되었다. 보도를 겸하는 새로운 지하 통로가 건설되었고 과거의 통로는 자전거 터널로 변경되었다. 승강장 북쪽으로는 매표소가 설치된 간단한 출입구가 설치되었다. 개통 시기를 맞추기 위해서 1984년/1985년 겨울에는 승강장에 난방기가 설치되어 서리가 낀 날에도 공사를 할 수 있도록 했다. 뒤펠 방면 운행은 계속 중단되었고, 1980년 9월까지 운행되었던 화물역은 1985년부터 BVG의 S반 기지로 사용되었다.
1988년에는 프로이센 철도 150주년을 여기에서 기념했다. 첼렌도르프 화물역 부지에 철도차량 전시가 진행되었다.

### 통일 이후
1990년대에 화물차로 인한 철교 손상으로 인하여 S반 열차 운행은 시속 30 km로 제한되었다. 2010년 9월 1일에 발생한 사고로 인하여 철교가 치명적인 손상을 입어서 반제 방면 반제선 철교가 대체 교량으로 변경되었다.
1995년에는 Zwt 신호소가 철거되었다. 2002년 8월부터 2003년 2월까지 반제선 궤도가 재가설되었다. 그 동안 첼렌도르프-반제 구간에서는 대체 버스가 운행했다. 2003년 2월 16일에는 Zfm 신호소가 철거되고 베스트크로이츠역 신호소에서 중앙 제어로 변경되었다.
폐쇄된 B 승강장의 지붕은 안전 문제로 2016년 11월에 철거되었다. 건축 유산으로 지정된 부분은 보존되었다.
1인 승무가 도입되어 역에서 별도의 출발 지시가 내려지지 않는다.

## 인접 철도역
베를린 버스 X10, 101, 112, 115, 285, N10, N12, N84번 및 포츠담미텔마르크군 버스 623번과 환승할 수 있다.
| 베를린 S반                              | 베를린 S반 | 베를린 S반             |
| --------------------------------------- | ---------- | ---------------------- |
| 준트가우어 슈트라세 오라니엔부르크 방면 | S1         | 멕시코플라츠 반제 방면 |